# Liste des planètes mineures (723001-724000)
Voici la liste des planètes mineures numérotées de 723001 à 724000. Les planètes mineures sont numérotées lorsque leur orbite est confirmée, ce qui peut parfois se produire longtemps après leur découverte. Elles sont classées ici par leur numéro.

## Planètes mineures 723001 à 724000
- (723001) 2006 HT159
- (723002) 2006 JF8
- (723003) 2006 JJ10
- (723004) 2006 JB11
- (723005) 2006 JD13
- (723006) 2006 JZ14
- (723007) 2006 JU22
- (723008) 2006 JL31
- (723009) 2006 JG32
- (723010) 2006 JD48
- (723011) 2006 JU49
- (723012) 2006 JC60
- (723013) 2006 JP61
- (723014) 2006 JV64
- (723015) 2006 JN77
- (723016) 2006 JH78
- (723017) 2006 JR82
- (723018) 2006 JW82
- (723019) 2006 JE83
- (723020) 2006 JK84
- (723021) 2006 JX84
- (723022) 2006 JB85
- (723023) 2006 JH85
- (723024) 2006 JJ85
- (723025) 2006 JL85
- (723026) 2006 JQ85
- (723027) 2006 JT85
- (723028) 2006 JW85
- (723029) 2006 JB86
- (723030) 2006 JD87
- (723031) 2006 JC88
- (723032) 2006 KT4
- (723033) 2006 KJ5
- (723034) 2006 KA8
- (723035) 2006 KB14
- (723036) 2006 KN18
- (723037) 2006 KD19
- (723038) 2006 KY22
- (723039) 2006 KK24
- (723040) 2006 KB26
- (723041) 2006 KS26
- (723042) 2006 KB27
- (723043) 2006 KD27
- (723044) 2006 KX33
- (723045) 2006 KR36
- (723046) 2006 KM37
- (723047) 2006 KE44
- (723048) 2006 KB45
- (723049) 2006 KR47
- (723050) 2006 KC48
- (723051) 2006 KP52
- (723052) 2006 KO55
- (723053) 2006 KC57
- (723054) 2006 KD58
- (723055) 2006 KQ69
- (723056) 2006 KY70
- (723057) 2006 KZ70
- (723058) 2006 KP72
- (723059) 2006 KP75
- (723060) 2006 KZ76
- (723061) 2006 KL80
- (723062) 2006 KE81
- (723063) 2006 KM81
- (723064) 2006 KA82
- (723065) 2006 KH83
- (723066) 2006 KL84
- (723067) 2006 KY84
- (723068) 2006 KY89
- (723069) 2006 KM94
- (723070) 2006 KE95
- (723071) 2006 KR95
- (723072) 2006 KB96
- (723073) 2006 KC96
- (723074) 2006 KE96
- (723075) 2006 KB97
- (723076) 2006 KC104
- (723077) 2006 KY109
- (723078) 2006 KQ110
- (723079) 2006 KR112
- (723080) 2006 KK116
- (723081) 2006 KW121
- (723082) 2006 KO123
- (723083) 2006 KN129
- (723084) 2006 KR129
- (723085) 2006 KZ129
- (723086) 2006 KA133
- (723087) 2006 KC133
- (723088) 2006 KR135
- (723089) 2006 KV142
- (723090) 2006 KZ145
- (723091) 2006 KJ146
- (723092) 2006 KE147
- (723093) 2006 KM147
- (723094) 2006 KV147
- (723095) 2006 KR149
- (723096) 2006 KT149
- (723097) 2006 KW149
- (723098) 2006 KX149
- (723099) 2006 KZ149
- (723100) 2006 KD150
- (723101) 2006 KR150
- (723102) 2006 KV150
- (723103) 2006 KC151
- (723104) 2006 KE151
- (723105) 2006 KQ151
- (723106) 2006 KR151
- (723107) 2006 KQ152
- (723108) 2006 KT152
- (723109) 2006 KX152
- (723110) 2006 KR153
- (723111) 2006 KA154
- (723112) 2006 KB154
- (723113) 2006 KD154
- (723114) 2006 KX155
- (723115) 2006 KP156
- (723116) 2006 KC157
- (723117) 2006 LK5
- (723118) 2006 LG6
- (723119) 2006 LR6
- (723120) 2006 LC8
- (723121) 2006 LS8
- (723122) 2006 LW8
- (723123) 2006 LC9
- (723124) 2006 MA1
- (723125) 2006 MM2
- (723126) 2006 MA3
- (723127) 2006 MB3
- (723128) 2006 MB6
- (723129) 2006 MO13
- (723130) 2006 MQ15
- (723131) 2006 MT15
- (723132) 2006 MX15
- (723133) 2006 MN16
- (723134) 2006 MR16
- (723135) 2006 MY16
- (723136) 2006 NL
- (723137) 2006 OL6
- (723138) 2006 OO19
- (723139) 2006 OV22
- (723140) 2006 OG27
- (723141) 2006 OJ30
- (723142) 2006 ON33
- (723143) 2006 OQ35
- (723144) 2006 OA39
- (723145) 2006 OG39
- (723146) 2006 PX2
- (723147) 2006 PW17
- (723148) 2006 PH28
- (723149) 2006 PM33
- (723150) 2006 PU34
- (723151) 2006 PB39
- (723152) 2006 PA42
- (723153) 2006 QD22
- (723154) 2006 QM22
- (723155) 2006 QJ33
- (723156) 2006 QV53
- (723157) 2006 QE62
- (723158) 2006 QB70
- (723159) 2006 QE70
- (723160) 2006 QW71
- (723161) 2006 QP72
- (723162) 2006 QT78
- (723163) 2006 QZ82
- (723164) 2006 QV83
- (723165) 2006 QQ91
- (723166) 2006 QE98
- (723167) 2006 QQ105
- (723168) 2006 QV109
- (723169) 2006 QZ111
- (723170) 2006 QQ114
- (723171) 2006 QM125
- (723172) 2006 QT127
- (723173) 2006 QU127
- (723174) 2006 QB130
- (723175) 2006 QH138
- (723176) 2006 QF140
- (723177) 2006 QV146
- (723178) 2006 QF152
- (723179) 2006 QX153
- (723180) 2006 QD159
- (723181) 2006 QQ160
- (723182) 2006 QJ174
- (723183) 2006 QW188
- (723184) 2006 QL190
- (723185) 2006 QM190
- (723186) 2006 QO190
- (723187) 2006 QZ190
- (723188) 2006 QE191
- (723189) 2006 QT191
- (723190) 2006 QR194
- (723191) 2006 QV194
- (723192) 2006 QY194
- (723193) 2006 QQ195
- (723194) 2006 QQ196
- (723195) 2006 QR196
- (723196) 2006 QM197
- (723197) 2006 QJ198
- (723198) 2006 QN198
- (723199) 2006 QB199
- (723200) 2006 QJ199
- (723201) 2006 QH203
- (723202) 2006 QJ203
- (723203) 2006 QH206
- (723204) 2006 QD207
- (723205) 2006 RH30
- (723206) 2006 RS30
- (723207) 2006 RR34
- (723208) 2006 RT36
- (723209) 2006 RW40
- (723210) 2006 RS64
- (723211) 2006 RX66
- (723212) 2006 RV68
- (723213) 2006 RF71
- (723214) 2006 RE90
- (723215) 2006 RM102
- (723216) 2006 RA107
- (723217) 2006 RY111
- (723218) 2006 RE117
- (723219) 2006 RH123
- (723220) 2006 RY123
- (723221) 2006 RH124
- (723222) 2006 SF2
- (723223) 2006 SB18
- (723224) 2006 SG18
- (723225) 2006 SQ30
- (723226) 2006 ST33
- (723227) 2006 SH42
- (723228) 2006 SM45
- (723229) 2006 SB54
- (723230) 2006 SX64
- (723231) 2006 SP74
- (723232) 2006 ST81
- (723233) 2006 SB84
- (723234) 2006 SG89
- (723235) 2006 SX89
- (723236) 2006 SQ93
- (723237) 2006 SX102
- (723238) 2006 SG108
- (723239) 2006 SJ115
- (723240) 2006 SJ140
- (723241) 2006 SK140
- (723242) 2006 SF152
- (723243) 2006 SR154
- (723244) 2006 SX155
- (723245) 2006 SF156
- (723246) 2006 SY158
- (723247) 2006 SX172
- (723248) 2006 SO175
- (723249) 2006 SD176
- (723250) 2006 SR177
- (723251) 2006 SG178
- (723252) 2006 SD179
- (723253) 2006 SB180
- (723254) 2006 SK182
- (723255) 2006 SF190
- (723256) 2006 SE193
- (723257) 2006 SY195
- (723258) 2006 SV196
- (723259) 2006 SJ200
- (723260) 2006 SQ201
- (723261) 2006 SQ209
- (723262) 2006 SG211
- (723263) 2006 SU226
- (723264) 2006 SV226
- (723265) 2006 SY229
- (723266) 2006 SH232
- (723267) 2006 SA233
- (723268) 2006 SW237
- (723269) 2006 SW239
- (723270) 2006 SV243
- (723271) 2006 SK255
- (723272) 2006 SR257
- (723273) 2006 SF276
- (723274) 2006 SS276
- (723275) 2006 SC278
- (723276) 2006 SJ282
- (723277) 2006 SW288
- (723278) 2006 SD291
- (723279) 2006 SC293
- (723280) 2006 SF297
- (723281) 2006 SG297
- (723282) 2006 SV308
- (723283) 2006 SJ315
- (723284) 2006 SU329
- (723285) 2006 SY332
- (723286) 2006 SN335
- (723287) 2006 SO336
- (723288) 2006 SX337
- (723289) 2006 SG341
- (723290) 2006 SW344
- (723291) 2006 SR346
- (723292) 2006 SK362
- (723293) 2006 SQ366
- (723294) 2006 SJ376
- (723295) 2006 SR380
- (723296) 2006 SN382
- (723297) 2006 SY382
- (723298) 2006 SQ383
- (723299) 2006 SZ383
- (723300) 2006 SG385
- (723301) 2006 SC386
- (723302) 2006 SR386
- (723303) 2006 SB389
- (723304) 2006 SW399
- (723305) 2006 SR401
- (723306) 2006 SW405
- (723307) 2006 SY413
- (723308) 2006 SB414
- (723309) 2006 SJ415
- (723310) 2006 SR415
- (723311) 2006 SU415
- (723312) 2006 SP425
- (723313) 2006 SW425
- (723314) 2006 SY425
- (723315) 2006 SG426
- (723316) 2006 SM426
- (723317) 2006 SW426
- (723318) 2006 SN427
- (723319) 2006 SK429
- (723320) 2006 SQ429
- (723321) 2006 SX433
- (723322) 2006 ST435
- (723323) 2006 SR436
- (723324) 2006 SU436
- (723325) 2006 SV436
- (723326) 2006 SY440
- (723327) 2006 SD441
- (723328) 2006 SV442
- (723329) 2006 SM443
- (723330) 2006 SN443
- (723331) 2006 SG444
- (723332) 2006 SS444
- (723333) 2006 SW444
- (723334) 2006 SU445
- (723335) 2006 ST446
- (723336) 2006 SV446
- (723337) 2006 SA447
- (723338) 2006 SU449
- (723339) 2006 SG452
- (723340) 2006 SP454
- (723341) 2006 SC456
- (723342) 2006 TS4
- (723343) 2006 TF5
- (723344) 2006 TR18
- (723345) 2006 TE20
- (723346) 2006 TM46
- (723347) 2006 TH82
- (723348) 2006 TR83
- (723349) 2006 TZ84
- (723350) 2006 TW102
- (723351) 2006 TV113
- (723352) 2006 TW113
- (723353) 2006 TO120
- (723354) 2006 TP126
- (723355) 2006 TH129
- (723356) 2006 TZ132
- (723357) 2006 TS133
- (723358) 2006 TZ135
- (723359) 2006 TP137
- (723360) 2006 TV137
- (723361) 2006 TA140
- (723362) 2006 TS142
- (723363) 2006 UB4
- (723364) 2006 UN18
- (723365) 2006 UA28
- (723366) 2006 UK76
- (723367) 2006 UA77
- (723368) 2006 UX98
- (723369) 2006 UN105
- (723370) 2006 UW105
- (723371) 2006 UE107
- (723372) 2006 UT115
- (723373) 2006 UW119
- (723374) 2006 UP123
- (723375) 2006 UR123
- (723376) 2006 UD125
- (723377) 2006 UP125
- (723378) 2006 UL128
- (723379) 2006 UO128
- (723380) 2006 UU131
- (723381) 2006 UE133
- (723382) 2006 UM133
- (723383) 2006 UT133
- (723384) 2006 UM141
- (723385) 2006 UR142
- (723386) 2006 UV144
- (723387) 2006 UJ151
- (723388) 2006 UB154
- (723389) 2006 UM154
- (723390) 2006 UL158
- (723391) 2006 UR159
- (723392) 2006 UZ164
- (723393) 2006 UR167
- (723394) 2006 UX168
- (723395) 2006 UH171
- (723396) 2006 UW182
- (723397) 2006 UP194
- (723398) 2006 UJ203
- (723399) 2006 UJ206
- (723400) 2006 UT235
- (723401) 2006 UO240
- (723402) 2006 UB248
- (723403) 2006 UW250
- (723404) 2006 UM252
- (723405) 2006 UL255
- (723406) 2006 UM257
- (723407) 2006 UB263
- (723408) 2006 UO266
- (723409) 2006 UB267
- (723410) 2006 UG269
- (723411) 2006 UT279
- (723412) 2006 UT292
- (723413) 2006 UH293
- (723414) 2006 UG302
- (723415) 2006 US307
- (723416) 2006 UP320
- (723417) 2006 UY322
- (723418) 2006 UP323
- (723419) 2006 UX324
- (723420) 2006 UD341
- (723421) 2006 UQ364
- (723422) 2006 UV364
- (723423) 2006 UA365
- (723424) 2006 UK365
- (723425) 2006 UM367
- (723426) 2006 UY367
- (723427) 2006 UO368
- (723428) 2006 UB369
- (723429) 2006 UJ370
- (723430) 2006 UK370
- (723431) 2006 UP372
- (723432) 2006 UE373
- (723433) 2006 UF373
- (723434) 2006 UM373
- (723435) 2006 UT373
- (723436) 2006 UB374
- (723437) 2006 UV374
- (723438) 2006 UK376
- (723439) 2006 UW378
- (723440) 2006 UX378
- (723441) 2006 UZ378
- (723442) 2006 UD380
- (723443) 2006 UE382
- (723444) 2006 UT383
- (723445) 2006 UQ390
- (723446) 2006 UO392
- (723447) 2006 UC393
- (723448) 2006 VN6
- (723449) 2006 VU11
- (723450) 2006 VU14
- (723451) 2006 VB22
- (723452) 2006 VC52
- (723453) 2006 VL72
- (723454) 2006 VA75
- (723455) 2006 VJ76
- (723456) 2006 VO78
- (723457) 2006 VZ80
- (723458) 2006 VQ82
- (723459) 2006 VM88
- (723460) 2006 VA92
- (723461) 2006 VP117
- (723462) 2006 VG118
- (723463) 2006 VS120
- (723464) 2006 VX121
- (723465) 2006 VZ123
- (723466) 2006 VY124
- (723467) 2006 VR125
- (723468) 2006 VT126
- (723469) 2006 VC131
- (723470) 2006 VH131
- (723471) 2006 VH132
- (723472) 2006 VP151
- (723473) 2006 VC168
- (723474) 2006 VB174
- (723475) 2006 VU176
- (723476) 2006 VC177
- (723477) 2006 VU178
- (723478) 2006 VL180
- (723479) 2006 VO180
- (723480) 2006 VS180
- (723481) 2006 VM181
- (723482) 2006 VA182
- (723483) 2006 VD186
- (723484) 2006 WZ5
- (723485) 2006 WW8
- (723486) 2006 WR9
- (723487) 2006 WW13
- (723488) 2006 WP16
- (723489) 2006 WK17
- (723490) 2006 WA20
- (723491) 2006 WE20
- (723492) 2006 WC21
- (723493) 2006 WZ23
- (723494) 2006 WE25
- (723495) 2006 WR25
- (723496) 2006 WH31
- (723497) 2006 WN32
- (723498) 2006 WB34
- (723499) 2006 WH34
- (723500) 2006 WH35
- (723501) 2006 WS37
- (723502) 2006 WN39
- (723503) 2006 WN41
- (723504) 2006 WG42
- (723505) 2006 WA43
- (723506) 2006 WP44
- (723507) 2006 WO47
- (723508) 2006 WW50
- (723509) 2006 WF52
- (723510) 2006 WW59
- (723511) 2006 WT60
- (723512) 2006 WR75
- (723513) 2006 WK77
- (723514) 2006 WG81
- (723515) 2006 WM88
- (723516) 2006 WP91
- (723517) 2006 WB93
- (723518) 2006 WZ98
- (723519) 2006 WG105
- (723520) 2006 WT114
- (723521) 2006 WV120
- (723522) 2006 WA121
- (723523) 2006 WA122
- (723524) 2006 WM124
- (723525) 2006 WV130
- (723526) 2006 WD137
- (723527) 2006 WQ154
- (723528) 2006 WD169
- (723529) 2006 WW172
- (723530) 2006 WA174
- (723531) 2006 WE177
- (723532) 2006 WW189
- (723533) 2006 WJ209
- (723534) 2006 WP209
- (723535) 2006 WK213
- (723536) 2006 WF215
- (723537) 2006 WO217
- (723538) 2006 WR217
- (723539) 2006 WA219
- (723540) 2006 WF219
- (723541) 2006 WW219
- (723542) 2006 WA220
- (723543) 2006 WS220
- (723544) 2006 WF221
- (723545) 2006 WM221
- (723546) 2006 WQ222
- (723547) 2006 WK223
- (723548) 2006 WA224
- (723549) 2006 WP224
- (723550) 2006 WR224
- (723551) 2006 WE225
- (723552) 2006 WY227
- (723553) 2006 WZ227
- (723554) 2006 WE228
- (723555) 2006 WS229
- (723556) 2006 WJ231
- (723557) 2006 XO11
- (723558) 2006 XW19
- (723559) 2006 XR33
- (723560) 2006 XA47
- (723561) 2006 XJ52
- (723562) 2006 XU52
- (723563) 2006 XG68
- (723564) 2006 XR74
- (723565) 2006 XL75
- (723566) 2006 XH77
- (723567) 2006 XK78
- (723568) 2006 XM78
- (723569) 2006 YV23
- (723570) 2006 YU25
- (723571) 2006 YX26
- (723572) 2006 YV32
- (723573) 2006 YU37
- (723574) 2006 YN42
- (723575) 2006 YJ43
- (723576) 2006 YH50
- (723577) 2006 YO56
- (723578) 2006 YT57
- (723579) 2006 YW57
- (723580) 2006 YB58
- (723581) 2006 YQ59
- (723582) 2006 YJ62
- (723583) 2006 YN62
- (723584) 2006 YV63
- (723585) 2006 YH65
- (723586) 2006 YE66
- (723587) 2006 YQ67
- (723588) 2006 YK70
- (723589) 2007 AM15
- (723590) 2007 AB30
- (723591) 2007 AB31
- (723592) 2007 AK33
- (723593) 2007 AP33
- (723594) 2007 AK35
- (723595) 2007 AX36
- (723596) 2007 AP38
- (723597) 2007 BU9
- (723598) 2007 BC14
- (723599) 2007 BQ15
- (723600) 2007 BF16
- (723601) 2007 BP52
- (723602) 2007 BE68
- (723603) 2007 BN83
- (723604) 2007 BT90
- (723605) 2007 BX94
- (723606) 2007 BR95
- (723607) 2007 BN97
- (723608) 2007 BY97
- (723609) 2007 BF99
- (723610) 2007 BJ104
- (723611) 2007 BS104
- (723612) 2007 BW104
- (723613) 2007 BZ104
- (723614) 2007 BB105
- (723615) 2007 BM105
- (723616) 2007 BU106
- (723617) 2007 BZ106
- (723618) 2007 BD107
- (723619) 2007 BC109
- (723620) 2007 BM110
- (723621) 2007 BH112
- (723622) 2007 BW112
- (723623) 2007 BX112
- (723624) 2007 BN115
- (723625) 2007 BA116
- (723626) 2007 BD118
- (723627) 2007 BQ119
- (723628) 2007 CP7
- (723629) 2007 CQ29
- (723630) 2007 CC38
- (723631) 2007 CT48
- (723632) 2007 CW71
- (723633) 2007 CZ74
- (723634) 2007 CF81
- (723635) 2007 CN81
- (723636) 2007 CK82
- (723637) 2007 DF7
- (723638) 2007 DR8
- (723639) 2007 DE11
- (723640) 2007 DL11
- (723641) 2007 DL19
- (723642) 2007 DV19
- (723643) 2007 DF20
- (723644) 2007 DR25
- (723645) 2007 DB26
- (723646) 2007 DP44
- (723647) 2007 DG49
- (723648) 2007 DT117
- (723649) 2007 DH120
- (723650) 2007 DL120
- (723651) 2007 DP120
- (723652) 2007 DX120
- (723653) 2007 DE121
- (723654) 2007 DK121
- (723655) 2007 DK126
- (723656) 2007 DH127
- (723657) 2007 DK127
- (723658) 2007 DW128
- (723659) 2007 DV132
- (723660) 2007 DC133
- (723661) 2007 ES
- (723662) 2007 EC27
- (723663) 2007 EK44
- (723664) 2007 ET44
- (723665) 2007 EM65
- (723666) 2007 EQ66
- (723667) 2007 EC68
- (723668) 2007 EM84
- (723669) 2007 EK86
- (723670) 2007 EG107
- (723671) 2007 ES109
- (723672) 2007 EB116
- (723673) 2007 ER116
- (723674) 2007 EQ118
- (723675) 2007 EG121
- (723676) 2007 EC123
- (723677) 2007 EQ140
- (723678) 2007 EJ145
- (723679) 2007 EN146
- (723680) 2007 EO148
- (723681) 2007 ET149
- (723682) 2007 EL158
- (723683) 2007 EY160
- (723684) 2007 EN163
- (723685) 2007 EH164
- (723686) 2007 EQ179
- (723687) 2007 EX185
- (723688) 2007 EU186
- (723689) 2007 EO189
- (723690) 2007 EP197
- (723691) 2007 EZ200
- (723692) 2007 EO206
- (723693) 2007 ET212
- (723694) 2007 EV227
- (723695) 2007 EM228
- (723696) 2007 EU228
- (723697) 2007 EZ228
- (723698) 2007 EC229
- (723699) 2007 EG229
- (723700) 2007 EC231
- (723701) 2007 ED231
- (723702) 2007 EG231
- (723703) 2007 EQ232
- (723704) 2007 EZ232
- (723705) 2007 EF234
- (723706) 2007 EW234
- (723707) 2007 EG236
- (723708) 2007 EK236
- (723709) 2007 EZ236
- (723710) 2007 EP238
- (723711) 2007 ET239
- (723712) 2007 EO241
- (723713) 2007 FW
- (723714) 2007 FT4
- (723715) 2007 FE22
- (723716) 2007 FK28
- (723717) 2007 FQ33
- (723718) 2007 FN41
- (723719) 2007 FB49
- (723720) 2007 FX50
- (723721) 2007 FX52
- (723722) 2007 FO53
- (723723) 2007 FR53
- (723724) 2007 FY53
- (723725) 2007 FR54
- (723726) 2007 FE55
- (723727) 2007 FC56
- (723728) 2007 FO57
- (723729) 2007 FK58
- (723730) 2007 FX58
- (723731) 2007 FB62
- (723732) 2007 GD2
- (723733) 2007 GV10
- (723734) 2007 GB12
- (723735) 2007 GL19
- (723736) 2007 GE31
- (723737) 2007 GU42
- (723738) 2007 GK52
- (723739) 2007 GE53
- (723740) 2007 GC79
- (723741) 2007 GC81
- (723742) 2007 GT81
- (723743) 2007 GX81
- (723744) 2007 HF8
- (723745) 2007 HW9
- (723746) 2007 HL11
- (723747) 2007 HO11
- (723748) 2007 HC34
- (723749) 2007 HT34
- (723750) 2007 HZ36
- (723751) 2007 HL43
- (723752) 2007 HC46
- (723753) 2007 HJ46
- (723754) 2007 HM50
- (723755) 2007 HR54
- (723756) 2007 HA57
- (723757) 2007 HT65
- (723758) 2007 HM78
- (723759) 2007 HK81
- (723760) 2007 HX84
- (723761) 2007 HF100
- (723762) 2007 HO102
- (723763) 2007 HB105
- (723764) 2007 HM105
- (723765) 2007 HT105
- (723766) 2007 HR107
- (723767) 2007 HK109
- (723768) 2007 HN109
- (723769) 2007 HE110
- (723770) 2007 HA112
- (723771) 2007 HL112
- (723772) 2007 HN114
- (723773) 2007 JE6
- (723774) 2007 JD7
- (723775) 2007 JO7
- (723776) 2007 JO8
- (723777) 2007 JK18
- (723778) 2007 JG26
- (723779) 2007 JX31
- (723780) 2007 JY32
- (723781) 2007 JX36
- (723782) 2007 JA41
- (723783) 2007 JE47
- (723784) 2007 JY48
- (723785) 2007 JE50
- (723786) 2007 JA51
- (723787) 2007 KT1
- (723788) 2007 KM2
- (723789) 2007 KD10
- (723790) 2007 KV10
- (723791) 2007 KW10
- (723792) 2007 KX10
- (723793) 2007 KO11
- (723794) 2007 LZ1
- (723795) 2007 LK14
- (723796) 2007 LA18
- (723797) 2007 LE18
- (723798) 2007 LA30
- (723799) 2007 LL30
- (723800) 2007 LD31
- (723801) 2007 LN34
- (723802) 2007 LL35
- (723803) 2007 LP35
- (723804) 2007 LO38
- (723805) 2007 LY38
- (723806) 2007 LL39
- (723807) 2007 LV39
- (723808) 2007 ML5
- (723809) 2007 MQ7
- (723810) 2007 MU11
- (723811) 2007 MA12
- (723812) 2007 ML18
- (723813) 2007 MF19
- (723814) 2007 MQ21
- (723815) 2007 MO23
- (723816) 2007 MF26
- (723817) 2007 MG28
- (723818) 2007 MW28
- (723819) 2007 ME29
- (723820) 2007 MS29
- (723821) 2007 NJ1
- (723822) 2007 NH7
- (723823) 2007 NR7
- (723824) 2007 NS7
- (723825) 2007 OZ2
- (723826) 2007 OE6
- (723827) 2007 OZ7
- (723828) 2007 OF12
- (723829) 2007 PG4
- (723830) 2007 PP30
- (723831) 2007 PK41
- (723832) 2007 PN51
- (723833) 2007 PO51
- (723834) 2007 PH52
- (723835) 2007 PN52
- (723836) 2007 PP52
- (723837) 2007 PR52
- (723838) 2007 PV52
- (723839) 2007 QB
- (723840) 2007 QX1
- (723841) 2007 QD2
- (723842) 2007 QV3
- (723843) 2007 QR11
- (723844) 2007 QM17
- (723845) 2007 QJ18
- (723846) 2007 QT18
- (723847) 2007 RU2
- (723848) 2007 RU5
- (723849) 2007 RP6
- (723850) 2007 RB9
- (723851) 2007 RZ10
- (723852) 2007 RW11
- (723853) 2007 RA12
- (723854) 2007 RF19
- (723855) 2007 RZ24
- (723856) 2007 RN40
- (723857) 2007 RM48
- (723858) 2007 RA64
- (723859) 2007 RG66
- (723860) 2007 RM71
- (723861) 2007 RJ76
- (723862) 2007 RH81
- (723863) 2007 RQ86
- (723864) 2007 RT103
- (723865) 2007 RS115
- (723866) 2007 RX115
- (723867) 2007 RF120
- (723868) 2007 RP120
- (723869) 2007 RO121
- (723870) 2007 RM123
- (723871) 2007 RH125
- (723872) 2007 RH126
- (723873) 2007 RZ128
- (723874) 2007 RQ129
- (723875) 2007 RG136
- (723876) 2007 RX136
- (723877) 2007 RE150
- (723878) 2007 RY150
- (723879) 2007 RW152
- (723880) 2007 RZ152
- (723881) 2007 RY154
- (723882) 2007 RX164
- (723883) 2007 RE169
- (723884) 2007 RF169
- (723885) 2007 RY176
- (723886) 2007 RB177
- (723887) 2007 RY178
- (723888) 2007 RP180
- (723889) 2007 RK182
- (723890) 2007 RH183
- (723891) 2007 RJ184
- (723892) 2007 RC198
- (723893) 2007 RG199
- (723894) 2007 RP199
- (723895) 2007 RB208
- (723896) 2007 RH208
- (723897) 2007 RJ222
- (723898) 2007 RA224
- (723899) 2007 RJ224
- (723900) 2007 RQ226
- (723901) 2007 RT226
- (723902) 2007 RL229
- (723903) 2007 RO229
- (723904) 2007 RD232
- (723905) 2007 RD235
- (723906) 2007 RQ240
- (723907) 2007 RX248
- (723908) 2007 RJ249
- (723909) 2007 RH250
- (723910) 2007 RH254
- (723911) 2007 RX260
- (723912) 2007 RX261
- (723913) 2007 RD262
- (723914) 2007 RB263
- (723915) 2007 RY267
- (723916) 2007 RS268
- (723917) 2007 RG272
- (723918) 2007 RM274
- (723919) 2007 RY275
- (723920) 2007 RL289
- (723921) 2007 RH297
- (723922) 2007 RF306
- (723923) 2007 RU322
- (723924) 2007 RA324
- (723925) 2007 RB327
- (723926) 2007 RO327
- (723927) 2007 RH328
- (723928) 2007 RY328
- (723929) 2007 RO329
- (723930) 2007 RS329
- (723931) 2007 RU332
- (723932) 2007 RK333
- (723933) 2007 RG334
- (723934) 2007 RO334
- (723935) 2007 RW334
- (723936) 2007 RY334
- (723937) 2007 RD335
- (723938) 2007 RH335
- (723939) 2007 RV336
- (723940) 2007 RO337
- (723941) 2007 RO338
- (723942) 2007 RQ338
- (723943) 2007 RT338
- (723944) 2007 RW338
- (723945) 2007 RD339
- (723946) 2007 RJ339
- (723947) 2007 RZ339
- (723948) 2007 RJ340
- (723949) 2007 RL341
- (723950) 2007 RZ341
- (723951) 2007 RD342
- (723952) 2007 RJ342
- (723953) 2007 RV342
- (723954) 2007 RL343
- (723955) 2007 RF344
- (723956) 2007 RZ346
- (723957) 2007 RH347
- (723958) 2007 RM347
- (723959) 2007 RF348
- (723960) 2007 RV350
- (723961) 2007 RA351
- (723962) 2007 RT351
- (723963) 2007 RH353
- (723964) 2007 RL353
- (723965) 2007 RV354
- (723966) 2007 RW354
- (723967) 2007 RE355
- (723968) 2007 RT358
- (723969) 2007 RA359
- (723970) 2007 RJ359
- (723971) 2007 RH361
- (723972) 2007 RE363
- (723973) 2007 RT364
- (723974) 2007 RB368
- (723975) 2007 RW368
- (723976) 2007 RQ374
- (723977) 2007 RK377
- (723978) 2007 SC10
- (723979) 2007 SE25
- (723980) 2007 SJ25
- (723981) 2007 SS25
- (723982) 2007 SB26
- (723983) 2007 SP27
- (723984) 2007 SY27
- (723985) 2007 SS28
- (723986) 2007 SX29
- (723987) 2007 TN2
- (723988) 2007 TP14
- (723989) 2007 TF22
- (723990) 2007 TX27
- (723991) 2007 TG34
- (723992) 2007 TG36
- (723993) 2007 TW36
- (723994) 2007 TM47
- (723995) 2007 TQ58
- (723996) 2007 TY59
- (723997) 2007 TU61
- (723998) 2007 TT71
- (723999) 2007 TF72
- (724000) 2007 TO79